# لين جون أرنولد
لين جون أرنولد (بالإنجليزية: Lynn John Arnold)‏ (1864-1920) كان رئيس بنك وناشر محامي وقاضي، أمريكي.

## السيرة الذاتية
في عام 1911 كان هو ناشر نيكربوكر برس.